# Ma Kết (chiêm tinh)
Ma Kết (tiếng Anh: Capricorn, ký hiệu: ♑︎), hay còn gọi là Ngư Dương, là cung hoàng đạo thứ mười của vòng tròn Hoàng Đạo, bắt nguồn từ chòm sao Ngư Dương và nằm ở giữa độ thứ 270 và 300 của kinh độ thiên thể. Biểu tượng của Ngư Dương là con dê có đuôi cá. Ngư Dương thuộc nguyên tố Đất (cùng với Kim Ngưu và Xử Nữ) và là một trong 4 cung Thống lĩnh (cùng với Dương Cưu, Cự Giải và Thiên Xứng).
Chủ tinh của Ngư Dương là Thổ tinh. Đối đỉnh với Cự Giải trong vòng tròn Hoàng Đạo. Từ khóa: An ninh, bảo thủ, kiên nhẫn, truyền thống, trách nhiệm, cẩn thận, danh vọng, thương mại

## Thần thoại
Ngư Dương thường được mô tả là một con dê với đuôi cá. Một truyền thuyết nói rằng khi vị thần dê Pan bị tấn công bởi con quái vật Typhon, ông ngâm mình xuống sông Nin; phần phía trên mặt nước vẫn là dê, nhưng phần ở dưới nước đã hóa thành cá.
Ma Kết đôi khi được ví như là một con dê biển, hay thỉnh thoảng là một con dê trên cạn.

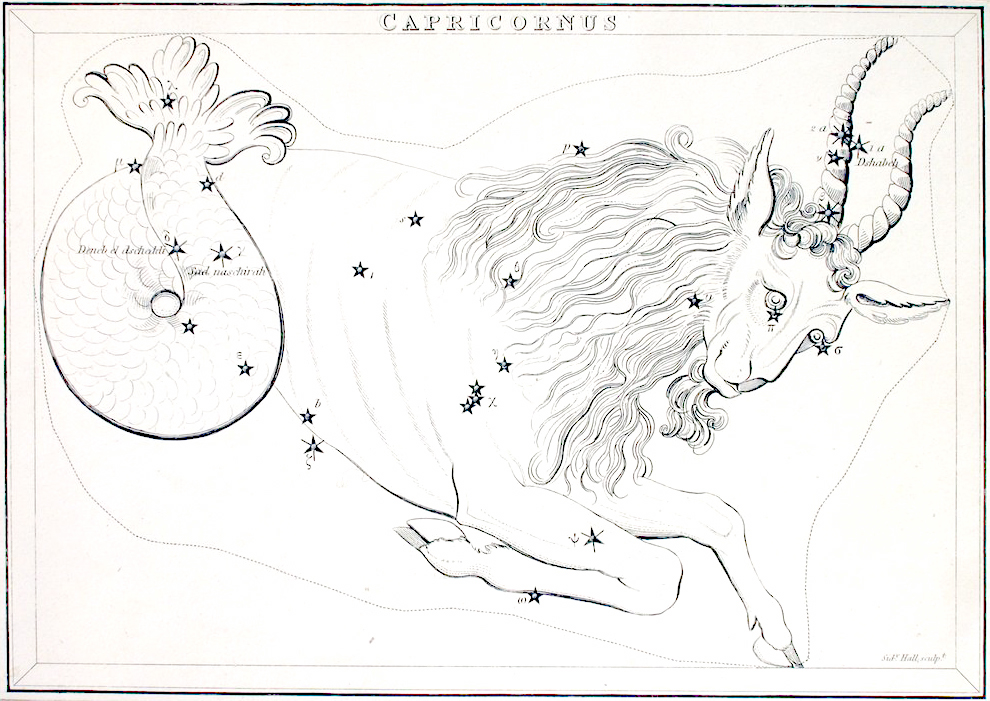
Hình vẽ vào đầu những năm 1800 về chòm sao Ma Kết như là một con dê biển.

### Thần thoại Hy Lạp
Capricorn hay dê biển (Seagoat) là hình ảnh của nam thần xứ Babylon, đầy quyền năng tên là Ea. Ông có nửa dưới cơ thể là cá, đầu và mình dê. Ban đêm, vị thần sống trong đại dương nhưng mỗi ngày đều ngoi lên để canh giữ đất liền. Nhưng thần thoại Hy Lạp không nói đến dê biển mà nói đến Pan, một bán thần (demigod) có nửa trên là người nửa dưới là dê. Ông là con của thần Hermes và một nữ thần biển (Nymph). Khi Pan ra đời, nữ thần hét lên vì khiếp sợ và bỏ chạy mất trong khi Hermes thương đứa con dị dạng, đưa nó lên Olympus nơi các vị thần khác cũng thích cậu bé. Từ đó Pan trở thành vị thần của các mục đồng và gia súc, gánh vác trách nhiệm của cha. Anh không ở lại Olympus mà thích sống trong những bóng cây trên núi cao.